# Huntsham
Huntsham is een civil parish in het bestuurlijke gebied Mid Devon, in het Engelse graafschap Devon. In 2001 telde het civil parish 138 inwoners. Huntsham komt in het Domesday Book (1086) voor als 'Honesham' / 'Honessam'.